# Jenynsia sanctaecatarinae
Jenynsia sanctaecatarinae är en fiskart som beskrevs av Ghedotti och Weitzman, 1996. Jenynsia sanctaecatarinae ingår i släktet Jenynsia och familjen Anablepidae. Inga underarter finns listade i Catalogue of Life.